# Dakari főegyházmegye
A Dakari főegyházmegye a római katolikus egyház szenegáli főegyházmegyéje. Érseki székvárosa Dakar.

## Története
1863. február 2-án alapították Szenegambiai apostoli vikariátus néven. 1936. január 27-én átnevezték Dakari apostoli vikariátussá. 1955. szeptember 14. óta Dakari főegyházmegye.

## Főbb templomok
Az érseki főszékesegyház a dakari Győzedelmes Boldogasszony-székesegyház (franciául: Cathédrale Notre Dame des Victoires). Az egyházmegyének van kisbazilikája (basilica minor) is, a poponguine-i Fogolykiváltó Boldogasszony-bazilika (franciául: Basilique Notre-Dame de la Délivrance).

## Szenegambiai apostoli vikáriusok
- Magloire-Désiré Barthet (1889-1898)
- Joachim-Pierre Buléon, C.S.Sp. (1899-1900)
- François-Nicolas-Alphonse Kunemann, C.S.Sp. (1901-1908)
- Hyacinthe-Joseph Jalabert C.S.Sp. (1909-1920)
- Louis Le Hunsec, C.S.Sp. (1920-1926), a Szentlélek Kongregáció főgenerálisává kinevezve

## Dakari apostoli vikáriusok
- Auguste Grimault, C.S.Sp. (1927-1946)
- Marcel Lefebvre, C.S.Sp. (1947-1955)

## Dakari érsekek
- Marcel Lefebvre, C.S.Sp. (1955-1962)
- Hyacinthe Thiandoum bíboros (1962-2000)
- Théodore-Adrien Sarr bíboros (2000-2014)
- Benjamin Ndiaye (2014-hivatalban)

## Szuffragán egyházmegyék
- Kaolacki egyházmegye
- Koldai egyházmegye
- Saint-Louis-i egyházmegye
- Tambacoundai egyházmegye
- Thièsi egyházmegye
- Ziguinchori egyházmegye

## Szomszédos egyházmegyék
- Santiago de Cabo Verde-i egyházmegye (nyugat)
- Thièsi egyházmegye (kelet)
- Kaolacki egyházmegye (délkelet)

## Fordítás
Ez a szócikk részben vagy egészben  a   Roman Catholic Archdiocese of Dakar című angol Wikipédia-szócikk fordításán alapul.  Az eredeti cikk szerkesztőit annak laptörténete sorolja fel. Ez a jelzés csupán a megfogalmazás eredetét és a szerzői jogokat jelzi, nem szolgál a cikkben szereplő információk forrásmegjelöléseként.